# 黑人娛樂電視台
黑人娱乐電視台（Black Entertainment Television）是美国派拉蒙全球集團子公司BET电视网旗下的一个透過有线电视和卫星电视播出的电视频道。黑人娱乐电视台的最大特色是其节目主要服务于非裔美国人，同时该频道的主要订户也是非裔美国人，目前已经超过9000万个家庭订户。 黑人娱乐电视台总部位于美国华盛顿特区，其电视节目包括自制或购买的电视剧、电影和音乐节目。黑人娱乐电视台的音乐节目主要包括饶舌音乐、嘻哈音乐和节奏布鲁斯音乐。
根据2013年8月的数据显示，全美约有91,159,000户家庭（约占美国拥有电视家庭总数的79.82%）订阅了黑人娱乐电视台。

## 主要節目
黑人娛樂電視台主要播出的節目由喜劇、音樂、公共事務和新聞組成。

## 國際放送

### BET國際頻道
1993年至1996年期間，BET英國台最早是由維珍傳媒在英國播出，但是隨後其他一些有線電視運營商也開始轉播BET英國台的節目。
2007年5月，通過英國通訊管理局的許可，BET國際頻道公司獲得了在英國的電視轉播權。BET國際頻道是黑人娛樂電視台的第一個國際版本頻道，它在歐洲、中東及非洲可透過當地衛星電視業者落地播出。黑人娛樂電視台分別在2008年2月27日和2008年8月8日在天空電視第191頻道和Freesat第140頻道播出；BET+1頻道也同樣在天空電視第198頻道和第141頻道播出，這個頻道的內容是免費廣播的。BET國際頻道播出的節目主要是由黑人娛樂電視台的播出節目與當地的一些本土節目所構成，作為一個獨家內容，BET國際頻道曾經透過播出過高清版2009年的黑人娛樂電視大獎頒獎禮。
此外，黑人娛樂電視台還是加勒比地區有線電視協作體的附屬會員。

### 加拿大
從1997年10月起，加拿大國內各大主要衛星電視服務商和有線電視服務商均提供了黑人娛樂電視台的播放業務。加拿大版黑人娛樂電視台和美國版基本沒有差別，除非黑人娛樂電視台中的某些情景喜劇或電影在加拿大的版權屬於其他電視臺的話，那麼該節目在加拿大版的播出時段會被無黑人娛樂電視台台標的音樂錄影帶所替代。

## 互動品牌
在2006年，黑人娛樂電視台組建了旗下子公司——黑人娛樂電視互動有限責任公司（ ）。 黑人娛樂電視台旗下的數位傳媒集團包括官方網站（BET.com）、和行動通訊。

### 拓展閱讀
- Muhammad, Tariq K., , Black Enterprise 27 (11), 1997-06, 27 (11): 156–171  [2013-11-30], （原始内容存档于2014-01-03）

## 外部連結
- 黑人娛樂電視台官方網站（页面存档备份，存于）（英文）
- 黑人娛樂電視台官方新聞站（页面存档备份，存于）（英文）